# 61 Virginis d
61 Virginis d (abreviadamente 61 Vir d) é um exoplaneta orbitando a anã amarela 61 Virginis, situada na constelação Virgo. Este planeta tem uma massa mínima de cerca de 22.9 vezes a da Terra e a órbita quase metade da distância da Terra em relação ao Sol com uma excentridade de 0.35. Este planeta seria provavelmente um gigante gasoso tal como Urano e Neptuno. Foi descoberto a 14 de dezembro de 2009 através do método de velocidade radial, usando o Observatório W. M. Keck.